# Jacques Hazard
Jacques Hazard (Château-Thierry, 11 octobre 1920 - Mort pour la France au-dessus de l'Océan Atlantique, le 21 juin 1942) est un militaire français, Compagnon de la Libération à titre posthume par décret du 16 octobre 1945. Aviateur rallié à la France libre, il opère principalement dans l'Atlantique nord et dans le Golfe de Gascogne avant de disparaître prématurément en mer.

## Biographie

### Avant-guerre
Jacques Hazard naît le 11 octobre 1920 à Château-Thierry dans l'Aisne d'un père comptable. Grand admirateur d'un autre natif de l'Aisne, Jean Mermoz, il se passionne pour l'aviation et obtient dès l'âge de 16 ans un brevet de pilote civil.

### Seconde guerre mondiale
Le lendemain de ses 19 ans, Jacques Hazard s'engage dans l'Armée de l'air. D'abord basé à Istres en tant qu'élève-pilote, il suit ensuite une formation complémentaire en Algérie sur la base de Tafraoui où il obtient son brevet militaire le 21 janvier 1940. C'est là que quelques mois plus tard il apprend la nouvelle de l'armistice. Refusant la défaite, il parvient dans la nuit du 1er au 2 juillet à s'envoler à bord d'un Caudron Simoun en compagnie de Yves Mahé. Après avoir atterri à Gibraltar, il embarque pour l'Angleterre où il accoste le 7 juillet. Basé au camp d'Odiham, il n'est pas immédiatement employé et accepte un poste dans la marine afin de satisfaire son envie de combattre. Avec le grade de maître, il devient pilote de l'hydravion du sous-marin Surcouf. Cependant, l'appareil étant inutilisable, il n'a pas l'occasion de voler. Revenu dans les forces aériennes françaises libres en juillet 1941, il rejoint les rangs du no 10 Squadron de la Royal Australian Air Force et prend les commandes d'un hydravion Short S.25 Sunderland. Promu adjudant en décembre 1941, Jacques Hazard mène un grand nombre d'opérations au-dessus de l'Atlantique et dans le golfe de Gascogne, allant de l'observation des mouvements ennemis à la récupération de naufragés alliés. Il se distingue particulièrement le jour où son avion est gravement endommagé par des tirs ennemis, parvenant à le ramener à bon port avec plusieurs membres de son équipage blessés. Il est promu sous-lieutenant en mars 1942. Le 21 mars 1942, Jacques Hazard et son équipage partent pour une mission de recherche d'aviateurs tombés en mer au-dessus de l'Atlantique nord. L'appareil et ses occupants disparaissent et n'ont jamais été retrouvés. Jacques Hazard totalisait 700 heures de vol et 59 missions de guerre.

## Décorations
|  |  |  |  |  |  |
|  |  |  |  |  |  |

| Chevalier de la Légion d'Honneur    | Chevalier de la Légion d'Honneur | Compagnon de la Libération | Compagnon de la Libération | Croix de Guerre 1939-1945 | Croix de Guerre 1939-1945 |
| Médaille de la Résistance française |                                  |                            |                            |                           |                           |

## Hommages
- Une rue de Château-Thierry a été baptisée en son honneur.